# وسام السويد
وسام السويد لاعب كرة قدم سعودي و يلعب في مركز الظهير الأيسر.

## مسيرة اللاعب
كانت بداياته مع الاتحاد اعاره الاتحاد إلى نادي الأنصار في عام 2009 و لعب معهم 6 أشهر و وقع مع نادي الفيصلي في عام 2011 و انتقل إلى نادي الحزم في عام 2019 و وقع مع نادي الكوكب في عام 2020 و انتقل إلى نادي العروبة في صيف 2021 و وقع مع نادي الجبيل في صيف 2022.

## روابط خارجية
- وسام السويد على موقع Soccerway.com (الإنجليزية)
- وسام السويد على موقع كووورة